# Charlotte Amalia van Hessen-Kassel
Charlotte Amalia van Hessen-Kassel (Kassel, 27 april 1650 – Kopenhagen, 27 maart 1714) was de vrouw van koning Christiaan V van Denemarken en Noorwegen. Ze was een dochter van landgraaf Willem VI van Hessen-Kassel en Hedwig Sophie van Brandenburg.
Op 25 juni 1667 huwde zij te Nykøbing met prins Christiaan van Denemarken en werd koningin van Denemarken en Noorwegen na diens troonsbestijging in 1670. Het paar kreeg zeven kinderen:
- Frederik IV (1671–1730), volgde zijn vader op als koning van Denemarken
- Christiaan (1672–1673)
- Christiaan (1675–1695)
- Sophie Hedwig (1677–1735)
- Christiane Charlotte (1679–1689)
- Karel (1680–1729)
- Willem (1687–1705)

Charlotte Amalia werd gereformeerd opgevoed en bedong dat zij en haar hof deze godsdienst konden blijven belijden na haar huwelijk. In 1688 financierde zij persoonlijk de bouw van de eerste gereformeerde kerk in Denemarken. Haar geloof zette kwaad bloed bij de lutherse geestelijkheid en zij werd dan ook nooit officieel tot koningin gekroond.
Als koningin was ze populair bij het volk, zeker nadat ze had bijgedragen aan de verdediging van Kopenhagen na de inval van Karel XII van Zweden in Seeland in 1700.
Na de dood van haar man in 1699 kocht ze een paleis aan de Kongens Nytorv in Kopenhagen, dat sindsdien naar haar Charlottenborg wordt genoemd. Ze leefde er tot haar dood in 1714. Sinds 1754 huist in Charlottenborg de Koninklijke Deense Kunstacademie.
Charlotte Amalia stierf in Kopenhagen en werd bijgezet in de Kathedraal van Roskilde.
De hoofdstad van de Amerikaanse Maagdeneilanden, Charlotte Amalie is naar haar vernoemd.

## Voorouders
| Voorouders van Charlotte Amalia van Hessen-Kassel | Voorouders van Charlotte Amalia van Hessen-Kassel                                          | Voorouders van Charlotte Amalia van Hessen-Kassel                                          | Voorouders van Charlotte Amalia van Hessen-Kassel                                                | Voorouders van Charlotte Amalia van Hessen-Kassel                                                | Voorouders van Charlotte Amalia van Hessen-Kassel                                   | Voorouders van Charlotte Amalia van Hessen-Kassel                                   | Voorouders van Charlotte Amalia van Hessen-Kassel                                   | Voorouders van Charlotte Amalia van Hessen-Kassel                                   |
| ------------------------------------------------- | ------------------------------------------------------------------------------------------ | ------------------------------------------------------------------------------------------ | ------------------------------------------------------------------------------------------------ | ------------------------------------------------------------------------------------------------ | ----------------------------------------------------------------------------------- | ----------------------------------------------------------------------------------- | ----------------------------------------------------------------------------------- | ----------------------------------------------------------------------------------- |
| Overgrootouders                                   | Maurits van Hessen-Kassel (1572-1632) ∞ 1593 Agnes van Solms-Laubach (1578-1602)           | Maurits van Hessen-Kassel (1572-1632) ∞ 1593 Agnes van Solms-Laubach (1578-1602)           | Filips Lodewijk II van Hanau-Münzenberg (1576-1612) ∞ Catharina Belgica van Nassau (1578 – 1648) | Filips Lodewijk II van Hanau-Münzenberg (1576-1612) ∞ Catharina Belgica van Nassau (1578 – 1648) | Johan Sigismund van Brandenburg (1572–1620) ∞ 1594 Anna van Pruisen (1576–1625)     | Johan Sigismund van Brandenburg (1572–1620) ∞ 1594 Anna van Pruisen (1576–1625)     | Frederik IV van de Palts (1574–1610) ∞ 1593 Louise Juliana van Nassau (1576–1644)   | Frederik IV van de Palts (1574–1610) ∞ 1593 Louise Juliana van Nassau (1576–1644)   |
| Grootouders                                       | Willem V van Hessen-Kassel (1602-1637) ∞ Amalia Elisabeth van Hanau-Münzenberg (1602-1651) | Willem V van Hessen-Kassel (1602-1637) ∞ Amalia Elisabeth van Hanau-Münzenberg (1602-1651) | Willem V van Hessen-Kassel (1602-1637) ∞ Amalia Elisabeth van Hanau-Münzenberg (1602-1651)       | Willem V van Hessen-Kassel (1602-1637) ∞ Amalia Elisabeth van Hanau-Münzenberg (1602-1651)       | Georg Willem van Brandenburg (1595–1640) ∞ 1646 Elisabeth Charlotte van de Palts    | Georg Willem van Brandenburg (1595–1640) ∞ 1646 Elisabeth Charlotte van de Palts    | Georg Willem van Brandenburg (1595–1640) ∞ 1646 Elisabeth Charlotte van de Palts    | Georg Willem van Brandenburg (1595–1640) ∞ 1646 Elisabeth Charlotte van de Palts    |
| Ouders                                            | Willem VI van Hessen-Kassel (1629-1663) ∞ Hedwig Sophie van Brandenburg (1623–1683)        | Willem VI van Hessen-Kassel (1629-1663) ∞ Hedwig Sophie van Brandenburg (1623–1683)        | Willem VI van Hessen-Kassel (1629-1663) ∞ Hedwig Sophie van Brandenburg (1623–1683)              | Willem VI van Hessen-Kassel (1629-1663) ∞ Hedwig Sophie van Brandenburg (1623–1683)              | Willem VI van Hessen-Kassel (1629-1663) ∞ Hedwig Sophie van Brandenburg (1623–1683) | Willem VI van Hessen-Kassel (1629-1663) ∞ Hedwig Sophie van Brandenburg (1623–1683) | Willem VI van Hessen-Kassel (1629-1663) ∞ Hedwig Sophie van Brandenburg (1623–1683) | Willem VI van Hessen-Kassel (1629-1663) ∞ Hedwig Sophie van Brandenburg (1623–1683) |
| Charlotte Amalia van Hessen-Kassel (1650-1714)    |                                                                                            |                                                                                            |                                                                                                  |                                                                                                  |                                                                                     |                                                                                     |                                                                                     |                                                                                     |

- Gemeinsame Normdatei: 121096246
- International Standard Name Identifier: 0000 0003 8698 5586
- Nationale Bibliotheek van Polen: a0000003720878
- Système universitaire de documentation: 157809528
- Virtual International Authority File: 279833260
- WorldCat: E39PBJkdkbRw8cDGtQkQdDRYfq